# Ola de calor en Europa de 2003

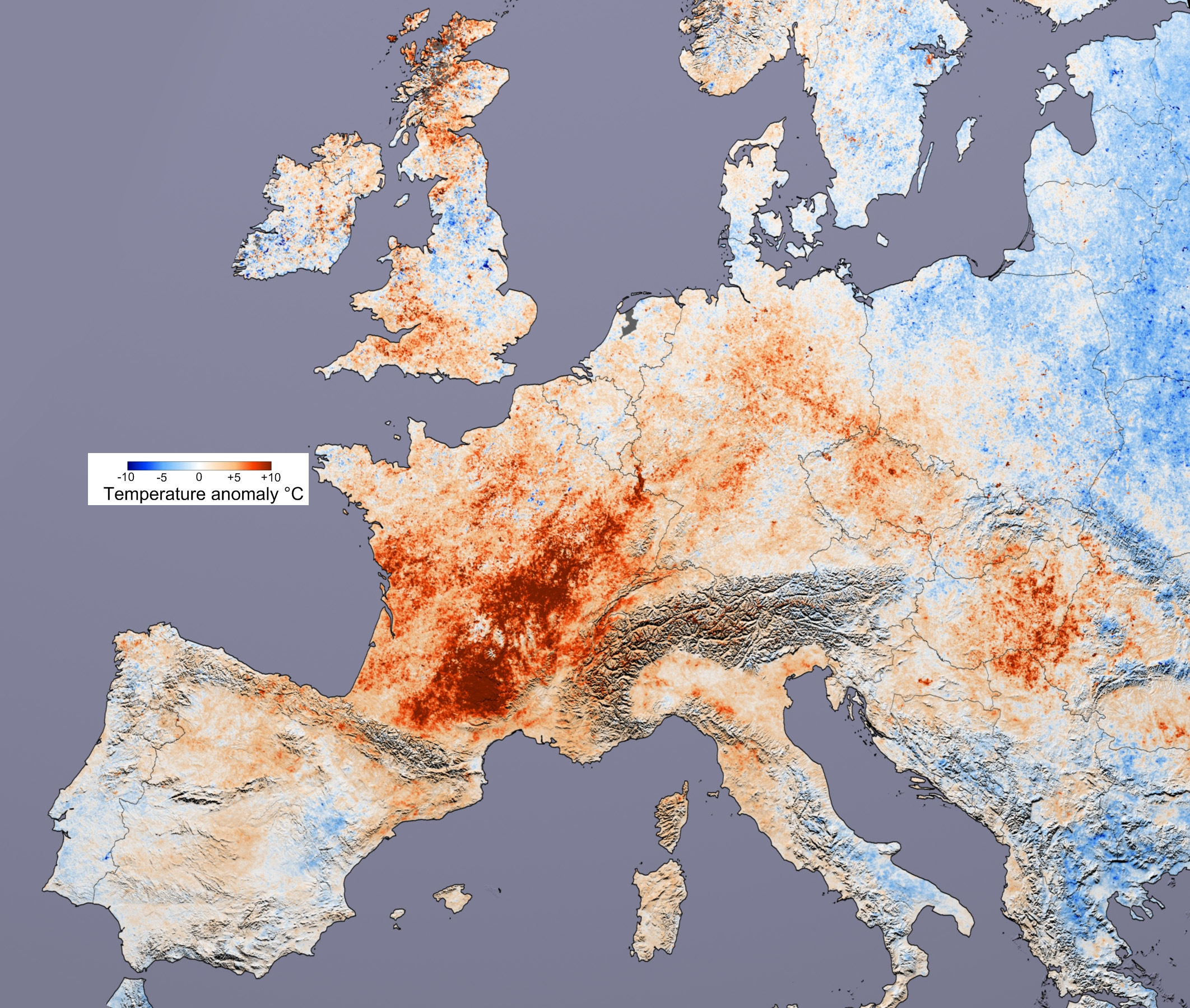
Diferencia de temperaturas respecto a la normal durante la ola de calor europea de 2003.

El verano boreal de 2003 se caracterizó por una ola de calor en Europa, cuya duración e intensidad superaron los valores alcanzados en otras olas sucedidas en los siglos XIX y XX.
Las consecuencias fueron dramáticas en los ecosistemas, en la población y las infraestructuras, y en algunos países, como es el caso de Francia, tuvieron lugar importantes crisis políticas relacionadas con la respuesta a los daños ocasionados por las altísimas temperaturas.

## Meteorología
Como es habitual, los países del sur (España, Italia y Portugal) fueron los que registraron las temperaturas más altas. En el Alentejo, al sur de Portugal, se alcanzaron los 47,3 °C el 1 de agosto. Ese mismo día se batieron los registros de temperatura máxima en Badajoz con 45 °C y en Jerez de la Frontera con 45,1 °C. Sevilla alcanzó 45,2 °C y Córdoba 46,2 °C. Las temperaturas máximas fueron excepcionalmente altas, y también las mínimas, en algunos casos superiores a los 24 °C. Las temperaturas altas se prolongaron durante toda la primera quincena de agosto alcanzándose registros en Toledo y Orense de 42,0 °C, Bilbao de 41,9 °C, Murcia de 41,8 °C, Ciudad Real de 41,6 °C, Gerona, Granada y Jaén de 41,2 °C, Zaragoza 39 °C, Burgos 38,8 °C, San Sebastián 38,6 °C, Pontevedra 38,2 °C, Barcelona 37,3 °C y superándose los 40 °C a diario en una buena parte de la península ibérica.
En Francia, las temperaturas y la duración de la ola de calor fueron las más importantes desde 1950. Según Météo-France, se registraron temperaturas superiores a los 35 °C en dos tercios de las estaciones meteorológicas, y temperaturas superiores a los 40 °C en el 15 % de las ciudades. En París se alcanzaron los 39,8 °C durante el día, y la temperatura nocturna marca de 25,5 °C en la noche entre el 10 y el 11 de agosto.
Los países nórdicos,  regiones occidentales y meridionales de Alemania y el sur del Reino Unido también fueron afectados, con temperaturas marca de 37,9 °C en el Aeropuerto de Heathrow (bajo la bomba de calor urbana actual, Reino Unido) y 32 °C en Dinamarca.
Las causas de la inusual canícula hay que buscarlas en una sequía importante durante la primavera y el principio del verano.

## Consecuencias de la canícula

### La población humana

#### Francia
El número exacto de muertes relacionadas directamente con el fuerte calor está sujeto a controversias. El Gobierno anunció al principio 3000 muertes, posteriormente 5000, y las proyecciones elaboradas por las empresas funerarias calcularon un exceso de unas 10 400 muertes en relación con años anteriores, susceptibles de ser imputables a esta canícula.
Según un estudio publicado el 25 de septiembre, fallecieron 14 802 personas entre el 1 y el 15 de agosto, lo que supone una sobremortalidad del 55 %.
Los días 11 y 12 de agosto fueron particularmente funestos debido a la ausencia de viento. Los efectos de la canícula fueron acentuados por temperaturas nocturnas muy elevadas.
Aunque los servicios públicos se movilizaron durante julio por los incendios forestales, tardaron en tomar conciencia del drama humano que la ola de calor estaba provocando. Los responsables de los servicios de urgencias de los hospitales, que se veían desbordados, lanzaron las primeras alarmas. Cuando los efectos de la canícula se atenuaron después del 15 de agosto, se señaló a las autoridades francesas por la lentitud del plan de urgencia (plan blanc). El director general de la salud, Lucien Abenhaïm dimitió. El presidente de la República, Jacques Chirac, cuyo silencio fue criticado por la oposición de izquierda y extrema derecha, se expresó sobre la situación tras el final de la crisis, cuando regresó de vacaciones. Negó la responsabilidad del ejecutivo en la tragedia y subrayó la falta de solidaridad entre los ciudadanos, y anunció una revisión de los servicios de prevención y de alerta, así como de los servicios de socorro y urgencias. El mundo médico contestó de forma general rechazando la simplificación y la falta de responsabilidad.
La cifra de los muertos en Francia fue la mayor de Europa. Esto planteó varios interrogantes sobre la sociedad francesa, la solidaridad intergeneracional y la eficacia de los servicios sociales.

#### España

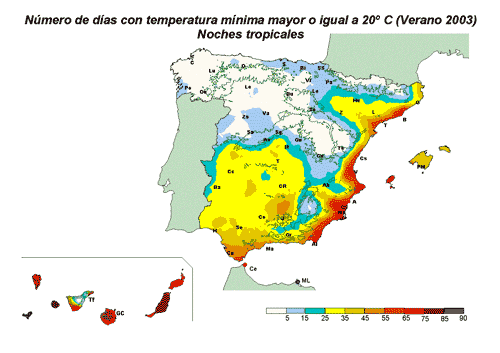
Número de días con temperatura mínima mayor o igual a 20 °C (verano de 2003). Noches tropicales.

Aunque las cifras oficiales que el Ministerio de Sanidad de Ana Pastor Julián manejó en su momento fueron sospechosamente bajas (141 muertos), el Centro Nacional de Epidemiología cifra en 6500 el número de fallecimientos atribuibles al calor. Se alcanzaron temperaturas muy altas en todo el país, con máximas de más de 40 °C en la mayoría de las ciudades del interior y mínimas de más de 20 °C en el sur y la costa mediterránea, las máximas volvieron a alcanzarse en Córdoba, con 46,2 °C y Sevilla con 45,2 °C aunque sin llegar al récord histórico de julio de 1995. La superación de las máximas históricas sólo se produjo en los que aparecen en la tabla adjunta.
| Efemérides de temperatura máxima absoluta registradas en verano de 2003 | Efemérides de temperatura máxima absoluta registradas en verano de 2003 | Efemérides de temperatura máxima absoluta registradas en verano de 2003 | Efemérides de temperatura máxima absoluta registradas en verano de 2003 |
| Ciudad                                                                  | Observatorio                                                            | Fecha                                                                   | Temperatura (°C)                                                        |
| ----------------------------------------------------------------------- | ----------------------------------------------------------------------- | ----------------------------------------------------------------------- | ----------------------------------------------------------------------- |
| Jerez de la Frontera                                                    | Aeropuerto                                                              | 1 de agosto de 2003                                                     | 45,1                                                                    |
| Badajoz                                                                 | Universidad                                                             | 1 de agosto de 2003                                                     | 45,0                                                                    |
| Badajoz                                                                 | Base aérea de Talavera la Real                                          | 1 de agosto de 2003                                                     | 44,8                                                                    |
| Huelva                                                                  | Ronda Este                                                              | 1 de agosto de 2003                                                     | 43,4                                                                    |
| Gerona                                                                  | Aeropuerto                                                              | 13 de agosto de 2003                                                    | 41,2                                                                    |
| Burgos                                                                  | Base Aérea                                                              | 4 de agosto de 2003                                                     | 38,8                                                                    |
| San Sebastián                                                           | Igueldo                                                                 | 4 de agosto de 2003                                                     | 38,6                                                                    |
| La Coruña                                                               | Aeropuerto                                                              | 12 de agosto de 2003                                                    | 37,7                                                                    |
| Barcelona                                                               | Aeropuerto                                                              | 13 de agosto de 2003                                                    | 37,3                                                                    |
| Oviedo                                                                  | El Cristo                                                               | 8 de agosto de 2003                                                     | 35,6                                                                    |

Lo que hizo que el verano fuera tan cálido fue el hecho de que se dieron un número sin precedentes de noches tropicales con temperaturas mínimas iguales o superiores a los 20 °C y la duración de las altas temperaturas, sirva como ejemplo que Córdoba tuvo 17 días consecutivos máximas por encima de 40 °C (desde el 29 de julio al 14 de agosto, ambos inclusive), cuando la temperatura media máxima es de 37 °C.

#### Portugal
Se calcula que la ola de calor provocó la muerte de 1316 personas entre los últimos días de julio y el 12 de agosto. La mitad de los fallecidos eran personas de más de 75 años. Sin embargo, debido a las medidas de urgencia adoptadas, el número de muertes fue inferior al que se registró en 1981 (1900 fallecidos).

#### Italia
El número de muertos, anunciado por el Instituto Nacional de Estadística (Istat) el 27 de junio de 2005, fue de más de 20 000 entre junio y septiembre de 2003.
En Italia, donde las temperaturas fueron por semanas en torno a los 40 °C, según el Istat los muertos por el calor por este verano del 2003 fueron 18 000 más que los del 2012. Otras fuentes reportaron cifras más bajas como la revista New Scientist y como el Ministerio de la Salud, que indicó convenientemente "solo" 4000 decesos en Italia atribuibles a la ola de calor.
Aquí algunas de las temperaturas más altas registradas en algunas ciudades italianas por la ola de calor del 2003:
| Localidad | día del año 2003 | °C    |
| Florencia | 5 de agosto      | +41,1 |
| Prato     | 5 de agosto      | +40,5 |
| Trento    | 11 de agosto     | +40,7 |

Tener en cuenta que Florencia se encuentra en el centro de Italia en una zona que ha sido desde hace milenios de clima ameno sin excesos de temperatura, y que Trento es de las principales ciudades italianas una de las más frías ya que se encuentra a elevada altitud al pedemonte sur pie meridional de los Alpes.

#### Alemania
En la ciudad alemana de Roth (Roth bei Nürnberg) se registraron temperaturas de hasta 40,4 °C (104,7 °F), aunque se sospecha que las temperaturas más altas tuvieron lugar en la llanura del Rin Superior, donde suele hacer calor; aunque no se ha confirmado. Lo mismo sucedió con algunas estaciones meteorológicas privadas de Mannheim o Frankenthal (Palatinado), que dieron parte de más de 41 °C (106 °F). Al haber la mitad de la cantidad normal de lluvia en este país aquel verano, hubo una sequía que hizo que algunos ríos importantes alemanes como el Elba o Danubio estuvieran innavegables. Murieron alrededor de 9000 personas en Alemania (la mayoría, personas mayores).

## Causas de la ola de calor
Las condiciones anticiclónicas, casi generalizadas y persistentes, se prolongaron casi desde mayo hasta finales de agosto (verano en el hemisferio norte). El anticiclón de las Azores y la ZCIT (Zona de Convergencia Inter Tropical) se desplazaron hacia el norte y una masa de aire cálido y seco se situó sobre gran parte de Europa y el Mediterráneo. Mientras, los ciclones extratropicales se desplazaban más al sur en el Atlántico para tomar, posteriormente, un desplazamiento por encima de Irlanda hacia los países escandinavos en el flujo de los suroestes. El periodo de abril-agosto de 2003 destaca con una máxima anomalía anticiclónica en la zona analizada, tanto en superficie como a 500 hPa.
La situación anticiclónica pertinaz hacía que las temperaturas máximas diurnas alcanzaran récords históricos, la mínimas nocturnas se elevaban llegando a valores muy llamativos (27,6 °C en Weinbiet, Alemania) y las condiciones de sequedad fomentaban los incendios forestales. Lo peor de todo fue la elevada mortandad de seres humanos en este episodio de calor.
La presencia de un anticiclón pertinaz no puede explicar por sí solo la presencia de tal adversa ola de calor. Otros factores debieron actuar de forma sinergética. En Francia, por ejemplo, se observó importantes subsidencias que inhibían la formación de nubes de desarrollo vertical en la época estiva acompañada de advecciones cálidas.